# مقاومت ویژه و رسانندگی الکتریکی
مقاومت ویژه (به انگلیسی: resistivity)، یک ویژگی نهادین (ذاتی) یک ماده است که میزان مقاومت آن در برابر جریان الکتریکی را اندازه‌گیری می‌کند. در یک ماده وجود مقاومت ویژه کم، نشان‌دهندهٔ اینست که این ماده به‌راحتی به‌جریان برق اجازهٔ عبور می‌دهد. این مقاومت ویژه معمولاً و به‌طور گسترده با نماد الفبای یونانی (ρ) با تلفظ (رُ rho) نشان داده شده‌است. یکای مقاومت ویژهٔ الکتریکی در سیستم بین‌المللی اس‌آی (اهم در متر Ω⋅m) است.
برای مثال، در یک مکعب مربعی با اندازه‌های: یک متر طول و عرض و ارتفاع = 1m x1m x1m متر.
اگر مقاومتِ میان دو وَجه مخالف این مکعب را با یک اهم‌متر اندازه بگیریم،
و مقاومت بین دو نقطهٔ تماس یک اُهم ۱ Ω خوانده شود،
بنا بر تعریف: مقاومت ویژهٔ الکتریکیِ ماده‌ای که این مکعب از آن ساخته شده، ۱Ω است.
رسانندگی الکتریکی (به انگلیسی: Electrical conductivity) یا رسانایی ویژه (specific conductance) (که می‌تواند روی دیگر همان سکهٔ مقاومت ویژه در نظر گرفته‌شود) برابر با وارون ضربیِ مقاومت الکتریکی ویژه است و اندازه‌گیری میزان قابلیت توانایی مواد برای عبور دادن جریان الکتریکی است. رسانندگی ویژه معمولاً با نماد الفبای یونانی و با (σ) با تلفظ (سیگما) نشان داده می‌شود، اما κ (کاپا) (به ویژه در مهندسی برق) یا γ (گاما) نیز گه‌گاه استفاده شده‌است. یکای رسانندگی الکتریکی در سیستم بین‌المللی اس‌آی (زیمنس بر متر S/m) است.

## تعریف

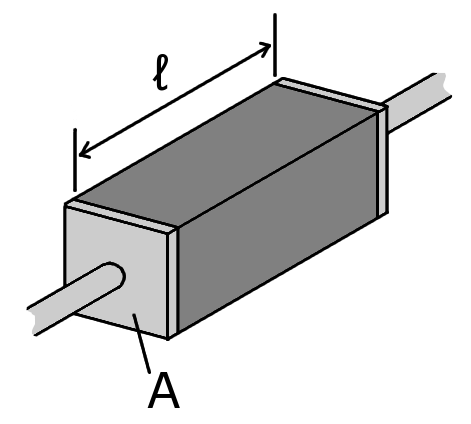
قطعه ای از مواد مقاومی با اتصال‌های الکتریکی در دو انتها.

در یک حالت ایده‌آل، سطح‌مقطع و ترکیب فیزیکی مواد مورد بررسی در سراسر نمونه یکنواخت است و میدان الکتریکی و چگالی جریان در همه جا موازی و ثابت هستند. بسیاری از مقاومت‌ها و رساناها در واقع دارای سطح‌مقطع یکنواخت با شار جریان الکتریکی یکنواخت هستند و از یک ماده واحد ساخته شده‌اند، بنابراین این مدل خوبی است. (نمودار مجاور را ببینید) هنگامی که این مورد است، مقاومت الکتریکی ρ (به یونانی: rho) را می‌توان به صورت زیر محاسبه کرد:{\displaystyle \rho =R{\frac {A}{\ell }},}که در اینجا:
- {\displaystyle R} مقاومت الکتریکی یک نمونه یکنواخت از ماده است.
- {\displaystyle \ell } طول نمونه است
- {\displaystyle A} سطح مقطع مساحت نمونه است

## مقاومت ویژه و رسانایی ویژهٔ الکتریکی انواع مواد
- یک رسانای الکتریکی مانند یک فلزی با مقاومت ویژهٔ کم دارای رسانایی بالا و مقاومت کم است.
- یک عایق مانند شیشه دارای رسانایی کم و مقاومت بالا است.
- رسانایی یک نیم‌رسانا به‌طور کلی متوسط است، اما تحت شرایط مختلف متفاوت خواهد بود، مانند قرار گرفتن آن ماده در معرض یک میدان الکتریکی یا فرکانس خاصی از نور و مهم‌تر از همه با دما و عناصر تشکیل دهنده مواد نیمه‌هادی.

| مواد        | مقاومت ویژه، ρ (Ω·m) |
| ----------- | -------------------- |
| ابررساناها  | ۰ صفر                |
| فلزات       | ۱۰−۸                 |
| نیم‌رساناها  | متغیر                |
| الکترولیتها | متغیر                |
| عایق‌ها      | ۱۰۱۶                 |
| ابرعایق‌ها   | ∞                    |

این جدول مقاومت ویژهٔ الکتریکی، رسانندگی ویژهٔ الکتریکی، و ضریب دمایی را برای چندین مادهٔ گوناگون در ۲۰ درجه سلسیوس °C (۶۸ °F, ۲۹۳ K) را نشان می‌دهد.
| مواد                        | ρ (Ω·m) at ۲۰ °C                                           | σ (S/m) at ۲۰ °C                                        | ضریب دمایی (K−1) | منبع             |
| --------------------------- | ---------------------------------------------------------- | ------------------------------------------------------- | ---------------- | ---------------- |
| کربن (گرافین)               | ۱٫۰۰×۱۰−۸                                                  | ۱٫۰۰×۱۰۸                                                | −0.0002          | [ ۷ ]            |
| نقره                        | ۱٫۵۹×۱۰−۸                                                  | ۶٫۳۰×۱۰۷                                                | 0.0038           | [ ۸ ] [ ۹ ]      |
| مس                          | ۱٫۶۸×۱۰−۸                                                  | ۵٫۹۶×۱۰۷                                                | 0.00404          | [ ۱۰ ] [ ۱۱ ]    |
| مس بازپخت‌شده                | ۱٫۷۲×۱۰−۸                                                  | ۵٫۸۰×۱۰۷                                                | 0.00393          | [ ۱۲ ]           |
| طلا                         | ۲٫۴۴×۱۰−۸                                                  | ۴٫۱۰×۱۰۷                                                | 0.0034           | [ ۸ ]            |
| آلومینیم                    | ۲٫۶۵×۱۰−۸                                                  | ۳٫۵۰×۱۰۷                                                | 0.0039           | [ ۸ ]            |
| تنگستن                      | ۵٫۶۰×۱۰−۸                                                  | ۱٫۷۹×۱۰۷                                                | 0.0045           | [ ۸ ]            |
| روی                         | ۵٫۹۰×۱۰−۸                                                  | ۱٫۶۹×۱۰۷                                                | 0.0037           | [ ۱۳ ]           |
| نیکل                        | ۶٫۹۹×۱۰−۸                                                  | ۱٫۴۳×۱۰۷                                                | ۰٫۰۰۶            |                  |
| لیتیوم                      | ۹٫۲۸×۱۰−۸                                                  | ۱٫۰۸×۱۰۷                                                | ۰٫۰۰۶            |                  |
| آهن                         | ۹٫۷۱×۱۰−۸                                                  | ۱٫۰۰×۱۰۷                                                | 0.005            | [ ۸ ]            |
| پلاتین                      | ۱٫۰۶×۱۰−۷                                                  | ۹٫۴۳×۱۰۶                                                | 0.00392          | [ ۸ ]            |
| قلع                         | ۱٫۰۹×۱۰−۷                                                  | ۹٫۱۷×۱۰۶                                                | ۰٫۰۰۴۵           |                  |
| فولاد کربنی                 | ۱٫۴۳×۱۰−۷                                                  | ۶٫۹۹×۱۰۶                                                |                  | [ ۱۴ ]           |
| سرب                         | ۲٫۲۰×۱۰−۷                                                  | ۴٫۵۵×۱۰۶                                                | 0.0039           | [ ۸ ]            |
| تیتانیوم                    | ۴٫۲۰×۱۰−۷                                                  | ۲٫۳۸×۱۰۶                                                | ۰٫۰۰۳۸           |                  |
| دانه جهت‌دار فولاد الکتریکال | ۴٫۶۰×۱۰−۷                                                  | ۲٫۱۷×۱۰۶                                                |                  | [ ۱۵ ]           |
| منگنین                      | ۴٫۸۲×۱۰−۷                                                  | ۲٫۰۷×۱۰۶                                                | 0.000002         | [ ۱۶ ]           |
| کنستانتن                    | ۴٫۹۰×۱۰−۷                                                  | ۲٫۰۴×۱۰۶                                                | 0.000008         | [ ۱۷ ]           |
| فولاد زنگ‌نزن                | ۶٫۹۰×۱۰−۷                                                  | ۱٫۴۵×۱۰۶                                                | 0.00094          | [ ۱۸ ]           |
| جیوه                        | ۹٫۸۰×۱۰−۷                                                  | ۱٫۰۲×۱۰۶                                                | 0.0009           | [ ۱۶ ]           |
| نیکروم                      | ۱٫۱۰×۱۰−۶                                                  | ۶٫۷×۱۰۵                                                 | ۰٫۰۰۰۴           | [ ۸ ]            |
| گالیم آرسنید                | ۱٫۰۰×۱۰−۳ تا ۱٫۰۰×۱۰۸                                      | ۱٫۰۰×۱۰−۸ تا ۱۰۳                                        |                  | [ ۱۹ ]           |
| کربن اَریخت                  | ۵٫۰۰×۱۰−۴ تا ۸٫۰۰×۱۰−۴                                     | ۱٫۲۵×۱۰۳ تا ۲×۱۰۳                                       | −0.0005          | [ ۸ ] [ ۲۰ ]     |
| کربن (گرافیت)               | ۲٫۵۰×۱۰−۶ تا ۵٫۰۰×۱۰−۶ ∥basal plane ۳٫۰۰×۱۰−۳ ⊥basal plane | ۲٫۰۰×۱۰۵ تا ۳٫۰۰×۱۰۵ ∥basal plane ۳٫۳۰×۱۰۲ ⊥basal plane |                  | [ ۲۱ ]           |
| PEDOT:PSS                   | ۲×۱۰−۶ تا ۱×۱۰−۱                                           | ۱×۱۰۱ تا ۴٫۶×۱۰۵                                        | ?                | [ ۲۲ ]           |
| ژمانیوم                     | ۴٫۶۰×۱۰−۱                                                  | ۲٫۱۷                                                    | −0.048           | [ ۸ ] [ ۹ ]      |
| آب دریا                     | ۲٫۰۰×۱۰−۱                                                  | ۴٫۸۰                                                    |                  | [ ۲۳ ]           |
| آب استخر شنا                | ۳٫۳۳×۱۰−۱ تا ۴٫۰۰×۱۰−۱                                     | ۰٫۲۵ تا ۰٫۳۰                                            |                  | [ ۲۴ ]           |
| آب آشامیدنی                 | ۲٫۰۰×۱۰۱ تا ۲٫۰۰×۱۰۳                                       | ۵٫۰۰×۱۰−۴ تا ۵٫۰۰×۱۰−۲                                  |                  | [ نیازمند منبع ] |
| سیلیکان                     | ۶٫۴۰×۱۰۲                                                   | ۱٫۵۶×۱۰−۳                                               | −۰٫۰۷۵           | [ ۸ ]            |
| چوب (مرطوب)                 | ۱٫۰۰×۱۰۳ تا ۱٫۰۰×۱۰۴                                       | ۱۰−۴ تا ۱۰−۳                                            |                  | [ ۲۵ ]           |
| آب خالص                     | ۱٫۸۰×۱۰۵                                                   | ۵٫۵۰×۱۰−۶                                               |                  | [ ۲۶ ]           |
| شیشه                        | ۱٫۰۰×۱۰۱۱ تا ۱٫۰۰×۱۰۱۵                                     | ۱۰−۱۵ تا ۱۰−۱۱                                          | ?                | [ ۸ ] [ ۹ ]      |
| لاستیک سخت                  | ۱٫۰۰×۱۰۱۳                                                  | ۱۰−۱۴                                                   | ?                | [ ۸ ]            |
| چوب (در تنور خشگ‌شده)        | ۱٫۰۰×۱۰۱۴ تا ۱٫۰۰×۱۰۱۶                                     | ۱۰−۱۶ تا ۱۰−۱۴                                          |                  | [ ۲۵ ]           |
| گوگرد                       | ۱٫۰۰×۱۰۱۵                                                  | ۱۰−۱۶                                                   | ?                | [ ۸ ]            |
| هوا                         | ۱٫۳۰×۱۰۱۴ تا ۳٫۳۰×۱۰۱۶                                     | ۳×۱۰−۱۵ تا ۸×۱۰−۱۵                                      |                  | [ ۲۷ ]           |
| کربن (الماس)                | ۱٫۰۰×۱۰۱۲                                                  | ~۱۰−۱۳                                                  |                  | [ ۲۸ ]           |
| شیشه سیلیسی                 | ۷٫۵۰×۱۰۱۷                                                  | ۱٫۳۰×۱۰−۱۸                                              | ?                | [ ۸ ]            |
| پی‌ئی‌تی                      | ۱٫۰۰×۱۰۲۱                                                  | ۱۰−۲۱                                                   | ?                |                  |
| تفلون                       | ۱٫۰۰×۱۰۲۳ تا ۱٫۰۰×۱۰۲۵                                     | ۱۰−۲۵ تا ۱۰−۲۳                                          | ?                |                  |

ضریب دمای مؤثر در درجه‌حرارتِ مختلف و درجهٔ خلوص متفاوت مواد، متغیراست. مقدار ۲۰ درجه سانتی‌گراد اگر در دماهای دیگر استفاده شود تنها یک تقریب در حدود زمانی است. برای مثال، ضریب در دمای بالاتر برای مس کمتر می‌شود و معمولاً در ۰ °C مقدار ۰٫۰۰۴۲۷ به دست می‌آید.
نقره با مقاومت بسیار پایین؛ (هدایت بالا)، نمونهٔ بارز و مشخص فلزات در این مورداست. گرگی گاموف به‌طور جامع و دقیقی ماهیت تعاملات فلزات را با الکترون‌ها در کتاب دانش برای همه و محبوب خود؛ (یک، دو، سه … بینهایت ۱۹۴۷ One, Two, Three … Infinity (1947))، این‌گونه خلاصه کرد:
از دیدگاه بیشتر فنی، مدل الکترون آزاد، شرحی پایه‌ای از جریان الکترون در فلزات را ارائه می‌دهد
چوب به‌طور گسترده‌ای به عنوان یک عایق بسیار خوب شناخته شده‌است، اما مقاومت الکتریکی چوب به گونهٔ حساسی به میزان رطوبت آن بستگی دارد، در حالی که چوب خام فاکتور حداقل ۱۰۱۰ عایق بدتری از خشک‌ترین چوب است. ولی در هر صورت، یک ولتاژ به‌اندازهٔ کافی بالا - مانند آذرخش یا برخی از خطوط برق با تنش بالا - می‌تواند منجر به شکست عایق و خطر برق گرفتگی حتی با چوب ظاهراً خشک شود.